# Bản đồ tự tổ chức
Bản đồ tự tổ chức (tiếng Anh: self-organizing map (SOM) hay self-organizing feature map (SOFM) là một dạng mạng thần kinh nhân tạo (ANN) được huấn luyện sử dụng học không có giám sát để tạo ra một thể hiện gần đúng chiều thấp (thường là 2 chiều) của không gian đầu vào của các mẫu huấn luyện, được gọi là bản đồ (map), và do đó phương pháp này làm giảm chiều dữ liệu.
Bản đồ tự tổ chức khác với các mạng thần kinh nhân tạo khác ở chỗ nó áp dụng học cạnh tranh (competitive learning), trái ngược với học sửa lỗi (error-correction learning) (chẳng hạn như truyền ngược với gradient descent), và theo cách sử dụng một tính năng tìm kiếm lân cận (hàng xóm) để duy trì các thuộc tính tô pô của không gian đầu vào.